# コモ・スクエア
コモ・スクエア（COMO square）は、愛知県豊田市にある、商業施設、事務所、住宅などが入居する大規模複合施設。2007年に開業した。

## 概要
都市計画事業「豊田市駅前通り南地区第一種市街地再開発事業」により誕生した、新しい多機能複合施設である。市の中心、名鉄豊田市駅周辺の新たな交流核を目指し、昼夜間人口の拡大による中心市街地の活性化と、道路や歩行者空間など交通環境の整備・都市防災機能の改善を一体的に図ることを目的として完成した。
多くの機能が複合するこの街は、店舗・スポーツ施設・オフィス・シティホテルからなる「ウェスト」と、店舗と住宅からなる「イースト」の2棟で構成され、地下には駐車場と駐輪場を備える。駅前通り沿いの連続した店舗と、イベント広場から敷地内を通り抜ける散策の小径は、周辺への回遊性を高め、賑わいある空間を演出している。
この場所の一角には1925年（大正14年）に挙母ホテルが建てられ、1933年（昭和8年）に売却されて原田屋書店となっていた。原田屋書店はコモ・スクエアにテナントとして入ったが、2023年（令和5年）7月に閉店することになった。

## 名称の由来
「COMO」は、スペイン語のあいさつ「¿Cómo estás?（お元気ですか）」にちなんでおり、また豊田市の前身である「挙母（ころも）」の響きを受け継いだ言葉でもある。加えて「いろいろな機能が集合した街」という意味ももっている。
「square」は、英語で四角の意味で、賑わいのある都市空間をイメージしている。この街が、都会的なにぎわいを見せる新しい街角として訪れる人々から愛され、元気と活力あふれる交流の場になるようにとの願いが込められている。
再開発事業参画者や地元商業団体などから愛称募集を行い、決定した。

## 沿革
- 2000年5月 - 「豊田市駅前通り南街区まちづくり協議会」の設立（会員数：代表地権者30名）。
- 2001年3月 - 多機能複合型施設を建設する基本計画案の作成と基本合意。
- 2001年5月 - 「豊田市駅前通り南地区市街地再開発準備組合」を設立（組合員30名（全地権者数：53名）で組織）。
- 2001年6月 - トヨタ自動車が「準組合員」として加入。
- 2001年10月 - 都市計画決定の告示。
- 2002年6月 - 事業協力者の決定（公募方式で実施）事業協力者：大林組・トヨタ住宅（現：トヨタすまいるライフ）グループ・太啓建設グループ。
- 2003年3月 - 「豊田市駅前通り南地区市街地再開発組合」設立。
- 2004年1月 - 事業概要を公表 ホテル（ホテル豊田キャッスル）、スポーツ施設（ハクヨプロデュースシステム）、オフィス（トヨタ自動車関連企業ほか）。
- 2004年12月 - 既設建築物解体工事着手。
- 2006年3月 - 本体着工。
- 2007年3月 - 街区愛称「コモ・スクエア（COMO square）」に決定。
- 2007年11月 - 第一期オープン（ウェスト）。
- 2007年4月 - 第二期オープン：グランドオープン（ウェスト（商業）、イースト）。
- 2008年6月 - 第三期オープン（イースト（住宅棟））。

## 構成

### ウェスト棟（W棟）
- ホテル - 1～2階、8～12階 - ホテルトヨタキャッスル
  - 1階にフロント・ラウンジ「WINDSOR」、2階にレストラン及び宴会場、8～12階に客室がある。
- 商業施設 - 1～2階 -
  - PRONTO（カフェ＆バー）
  - Mary Gold （ブティック）
  - FAITH LOVES HOLLYWOOD （正規インポートブランドセレクトショップ）
  - MEN's TBC （メンズエステティック）
  - ヒューマンリソシア（総合人材サービス）
  - TBC （エステティック）
  - コモビジネスサービス （コピー・プリント各種取次）
  - 楽風&欅 （カフェ・ギャラリー）
  - 花かがみ （京料理）
  - 煖 （鉄板焼）
  - 桃園 （中国料理）
- スポーツ施設 - 3・4階 - アイレクススポーツクラブPREMIA
- 事務所 - 3～7階
  - 日本デルファイ・オートモーティブ・システムズ
  - トヨタ自動車 TQM推進部
  - 豊田市駅前通り南開発
  - トヨタツーリストインターナショナル
  - タイコ エレクトロニクス ジャパン
  - 横河電機
  - トヨタボランティアセンター
  - ボッシュ

### イースト棟（E棟）
- 商業施設 - 1～2階 -
  - 大須二丁目酒場 （居酒屋）
  - 原田屋 （書籍・雑誌）
  - 和 is 魯菴 （割烹ダイニング）
  - ローソン
  - 座食 Bar 樂 なにがし （和風創作居酒屋）

- 住宅 - 1～19階 -
  - 分譲マンション「タワー ザ・トヨタ」 132戸

### 地下駐車場（コモパーキング）
- 一般有料駐車場250台 - B1～B2階 - （30分ごと150円、夜間22時～7時 60分ごと50円）。
- 認証により3時間までの利用が無料になる「フリーパーキング」に加盟。
- B2階で隣の参合館駐車場とつながっており、共通利用可能。

### 地下駐輪場（豊田市営）
- 自転車のみ285台 - B1階 - （一時利用1回100円）

## 特色
館内に2基のエスカレーター、18基のエレベーターがある（すべて三菱電機製）。
W棟屋上に緊急用ヘリポート（ホバリング）がある。
W棟とE棟の間、駅前通りに面したイベント広場では、休日を中心に年間通して各種催事が行われる。
また夏のおいでんまつりや秋の挙母まつり、豊田スタジアムでのJリーグ開催日など多客時には、屋台やオープンカフェも出店する。
W棟2階レストラン街の廊下に展示スペース「COMO × CASTLE GALLERY」があり、月替わりで地元芸術家の絵画や写真を鑑賞できる。
W棟1階に最新設備を備えた24時間集中管理の防災センターがある。

## 所在地
- 愛知県豊田市喜多町2丁目160番地（W棟）
- 愛知県豊田市喜多町3丁目110番地（E棟）
- 愛知県豊田市神明町1丁目60番地（住宅部分）

## 交通アクセス
- 名鉄豊田線・三河線 豊田市駅下車、徒歩で約2分。
- 愛知環状鉄道・愛知環状鉄道線 新豊田駅下車、徒歩で約5分。
- 東名高速道路 豊田インター・伊勢湾岸自動車道 豊田東インターより約15分。